# Dieren

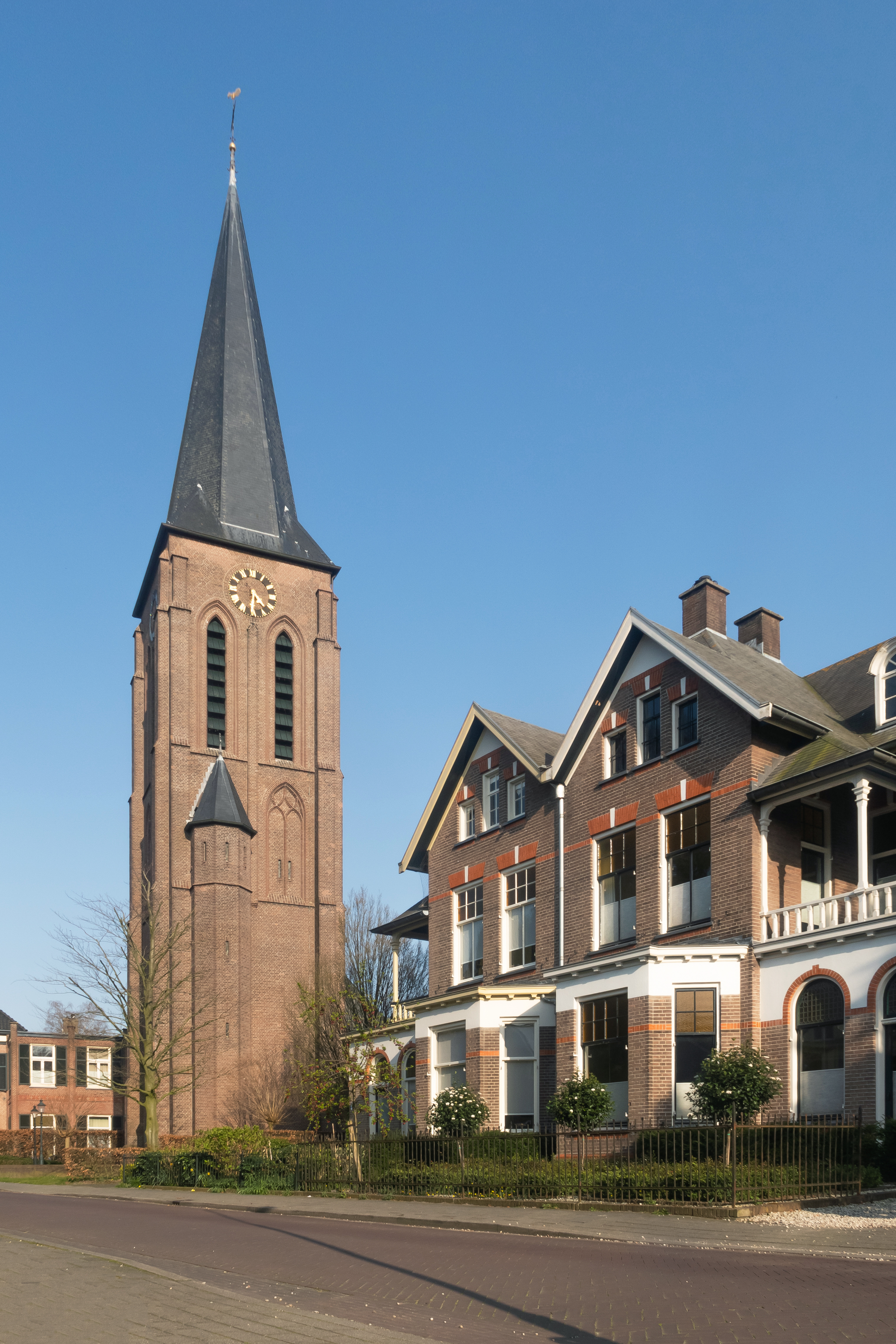
Dieren, Turm: de Dierense toren

Dieren ist ein Ort der Gemeinde Rheden in der niederländischen Provinz Gelderland. 2024 zählte er 13.525 Einwohner. Er liegt an der IJssel und am Anfang des Apeldoornkanals gegenüber dem Dorf Spankeren.

## Wirtschaft
In Dieren ist der Sitz des Fahrradherstellers Gazelle.

## Sehenswürdigkeiten
- Synagoge, erbaut 1884

## Persönlichkeiten
- Wim Breukink (1923–2013), Unternehmer und Sportfunktionär
- Wim de Vries (* 1970), Jazzschlagzeuger